# Eltanin
Eltanin (γ Dra, γ Draconis, Gama Draconis) je nejjasnější hvězda souhvězdí Draka. Dosahuje jasnosti 2,23 mag a od Země je vzdálena 154 světelných let. Její název je arabského původu a od roku 2016 je oficiálním názvem hvězdy dle Mezinárodní astronomické unie, starší název je  Etamin 

## Etamin v kultuře
- Etamin je hvězdou fiktivní planety Werel (Alterra), na které se odehrává děj vědeckofantastického románu Planeta exilu americké spisovatelky Ursuly K. Le Guinové. V knize je hvězda pojmenována jako Eltanin.[3]